# Pobreza en Estados Unidos

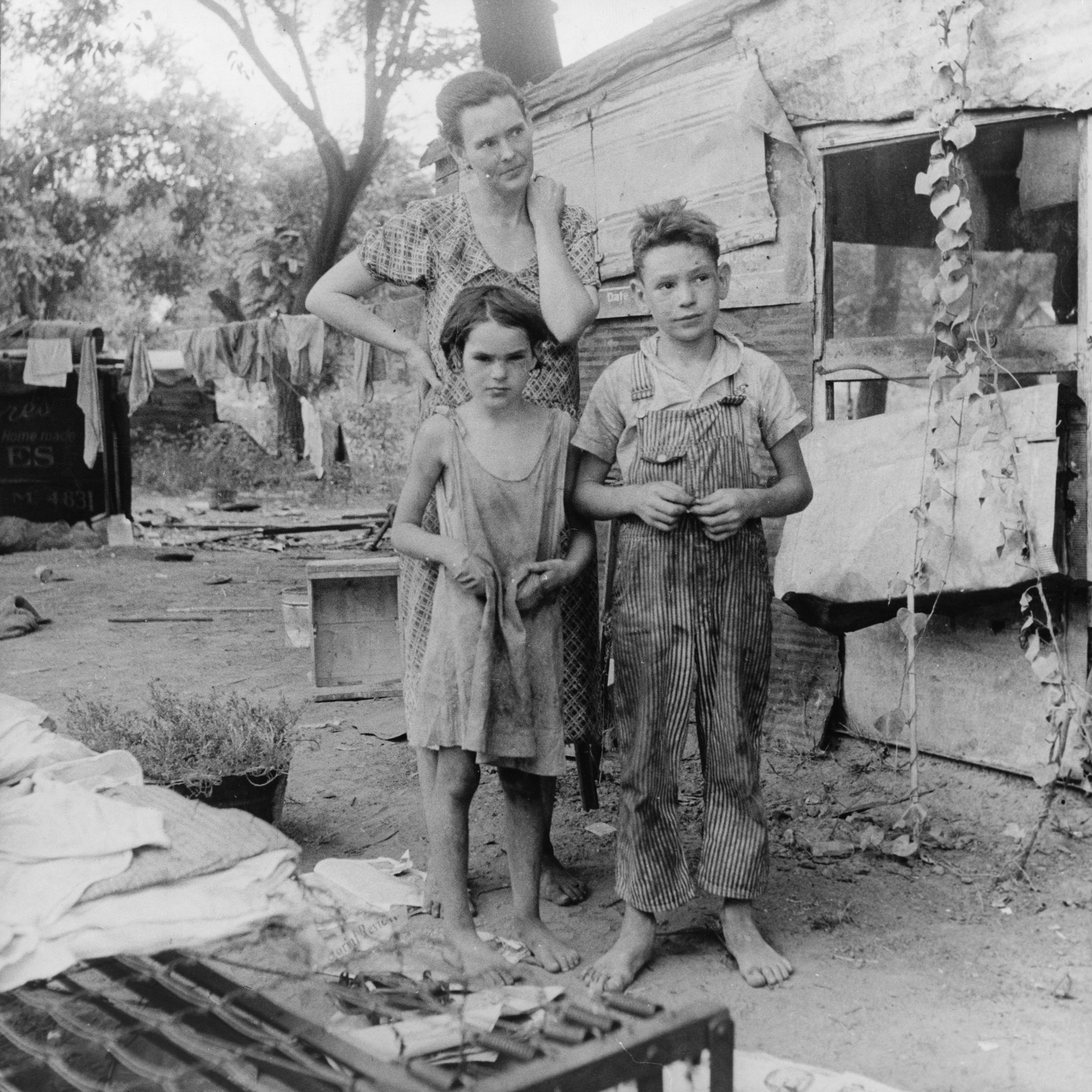
Madre e hijos durante la Gran Depresión. Elm Grove, Oklahoma, USA, 1936

La pobreza en Estados Unidos tiene implicaciones sociales y políticas. En 2020 había 37.2 millones de personas en situación de pobreza. Algunas de las muchas causas incluyen: la desigualdad de ingresos, la inflación, el desempleo, el endeudamiento y la educación deficiente. La gran mayoría de las personas que viven en la pobreza tienen menos educación y terminan en situación de desempleo; también se han observado tasas de encarcelamiento más altas. Aunque EE. UU. es un país relativamente rico según los estándares internacionales, la pobreza y al mismo tiempo los esfuerzos para aliviarla, han estado presentes a lo largo del tiempo en Estados Unidos, desde la legislación de la era del New Deal durante la Gran Depresión, hasta la guerra nacional contra la pobreza en la década de 1960 y las acciones para mitigar la pobreza durante la Gran Recesión de 2008.
El gobierno federal de los EE. UU. utiliza dos parámetros para medir la pobreza: los umbrales de pobreza establecidos por la Oficina del Censo, utilizados con fines estadísticos, y las pautas de pobreza emitidas por el Departamento de Salud y Servicios Humanos, que se utilizan con fines administrativos. Los umbrales de pobreza, que reconocen la pobreza como la falta de aquellos bienes y servicios que garantizan a las personas su inclusión en la sociedad, se basan en niveles de ingresos. Por otra parte, las pautas de pobreza son guías simples que se utilizan para determinar la elegibilidad para programas federales como Head Start y cupones para alimentos.
La evaluación de 2020 realizada por la Oficina del Censo de EE. UU. mostró que el porcentaje de estadounidenses que vivían en la pobreza en 2019 (antes de la pandemia de COVID-19) había caído a algunos de los niveles más bajos jamás registrados debido al período récord de crecimiento económico. Sin embargo, entre mayo y octubre de 2020, unos 8 millones de personas cayeron en la pobreza debido a los efectos económicos de la pandemia de COVID-19 y la finalización de los fondos de la Ley CARES (Coronavirus Aid, Relief, and Economic Security Act).
En 2023 la tasa oficial de pobreza fue de 11.1%, lo que representa un total de 36.8 millones de personas.

## Antecedentes históricos

### Era progresista
Impulsado por el libro de 1873 “Progreso y pobreza” de Henry George, el interés público por cómo podría surgir la pobreza incluso en una época de progreso económico, apareció en el siglo XIX con el surgimiento del movimiento progresista. La investigación social de Progressive American comenzó con la publicación de “Hull House Maps and Papers” en 1895. Este estudio incluyó ensayos y mapas recopilados por Florence Kelley y sus colegas que trabajaban en Hull House y el personal de la Oficina de Trabajo de los Estados Unidos. Se centró en estudiar las condiciones de los barrios marginales de Chicago, incluidos cuatro mapas codificados por colores según la nacionalidad y el nivel de ingresos, que se basaron en el trabajo pionero anterior de Charles Booth, “Life and Labor of the People in London”.
Otro reformador social, Jacob Riis, documentó las condiciones de vida de las viviendas y los barrios marginales de Nueva York en su obra de 1890 “Cómo vive la otra mitad”.

### Gran depresión
Un grupo especialmente vulnerable a la pobreza estaba formado por los aparceros y los arrendatarios pobres del sur. Estos granjeros constituían alrededor de una cuarta parte de la población de la región, y más de un tercio de estas personas eran afroamericanos. El historiador James T. Patterson se refiere a estas personas como la "vieja pobreza", para distinguirla de la "nueva pobreza" que surgió a partir del inicio de la Gran Depresión.
Durante la Depresión, el gobierno no proporcionó ningún seguro de desempleo, por lo que las personas que perdieron sus trabajos se empobrecieron rápidamente. Las personas que perdieron sus trabajos o sus hogares vivían en asentamientos irregulares o Hoovervilles. Muchos programas del New Deal fueron diseñados para aumentar el empleo y reducir la pobreza. La Administración Federal de Ayuda de Emergencia se centró específicamente en la creación de puestos de trabajo para aliviar la pobreza. La creación de puestos de trabajo era más cara que los pagos directos en efectivo (llamados "el paro"), pero era más beneficiosa psicológicamente para los desempleados, que admitían cualquier tipo de trabajo a fin de evitar sentirse desmoralizados. Otras iniciativas del New Deal que tenían como objetivo la creación de empleo y el bienestar incluyeron el Cuerpo Civil de Conservación y la Administración de Obras Públicas. Adicionalmente, la institución del Seguro Social fue uno de los mayores factores que ayudaron a reducir la pobreza.

### Guerra contra la pobreza
Varios factores intervinieron en el inicio de la «Guerra Nacional contra la Pobreza» en la década de 1960. En 1962, el libro de Michael Harrington “The Other America” impulsó el debate público y la conciencia en torno al problema de la pobreza. La Guerra contra la Pobreza incluyó la expansión de los roles del gobierno federal en la educación y el cuidado de la salud, como estrategias de reducción de la pobreza. Muchos de sus programas fueron administrados por la recién establecida Office of Economic Opportunity. La Guerra contra la Pobreza se desarrolló en paralelo a la implementación de versiones estadísticas más sólidas y metodologías más precisas del estudio de la pobreza. La medida estadística "oficial" de la pobreza en los Estados Unidos se adoptó recién en 1969.

### SigloXXI

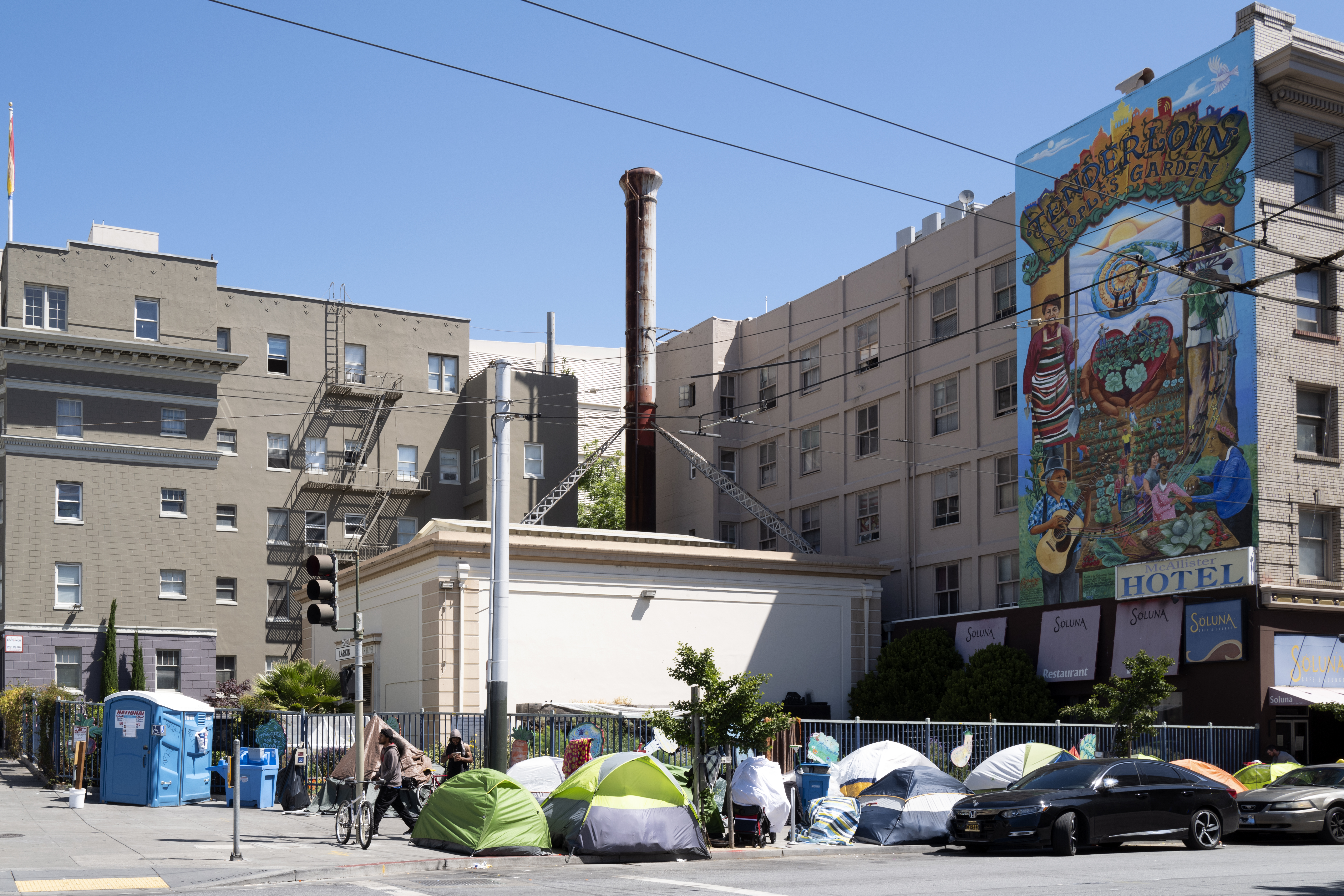
Tiendas de campaña de personas sin hogar en San Francisco, California. (mayo de 2020)

En el siglo XXI, la Gran Recesión impulsó nuevamente los niveles de pobreza. A partir de 2009 la cantidad de personas que vivían en la pobreza se acercaba a los niveles de la década de 1960, situación que había dado inicio a la llamada «Guerra Nacional contra la Pobreza». Los datos del censo de 2010 mostraron que la mitad de la población calificaba como pobre o de bajos ingresos, con uno de cada cinco millennials viviendo en la pobreza. Los colaboradores académicos de «The Routledge Handbook of Poverty in the United States» postulan que han surgido formas nuevas y extremas de pobreza en los EE. UU. como resultado de las políticas neoliberales de ajuste estructural y la globalización, que han convertido a las comunidades económicamente marginadas en indigentes "poblaciones excedentes", objeto de control y castigo.
Muchos organismos internacionales han puesto énfasis en los problemas de pobreza que enfrenta Estados Unidos. Un informe de UNICEF de 2013 clasificó a EE. UU. como el país con la segunda tasa de pobreza infantil relativa más alta del mundo desarrollado. A partir de junio de 2016, el FMI advirtió a Estados Unidos que su alta tasa de pobreza debe abordarse con urgencia aumentando el salario mínimo y ofreciendo a las mujeres licencias de maternidad remuneradas para alentarlas a ingresar al mercado de trabajo. En diciembre de 2017, Philip Alston, relator especial de las Naciones Unidas sobre la pobreza extrema y los derechos humanos, llevó a cabo una investigación de dos semanas sobre los efectos de la pobreza sistémica en los Estados Unidos y condenó duramente la "riqueza privada y la miseria pública", declarando que el estado de Alabama tiene la "peor pobreza del mundo desarrollado". El informe de Alston se publicó en mayo de 2018 y destaca que 40 millones de personas viven en la pobreza y más de cinco millones viven "en condiciones del Tercer Mundo".
Según una evaluación de 2020 realizada por la Oficina del Censo de EE. UU., el porcentaje de estadounidenses que vivían en la pobreza en 2019 (antes de la pandemia de COVID-19) había caído a algunos de los niveles más bajos jamás registrados debido al período de crecimiento económico récord y se situó en 11,1 % (ajustado por una respuesta menor durante la pandemia). Sin embargo, entre mayo y octubre de 2020 los efectos económicos de la pandemia de COVID-19 y el agotamiento de los fondos proporcionados por la Ley CARES, arrastraron a unos ocho millones de personas a la pobreza.

## Medición de la pobreza
El gobierno federal de los Estados Unidos utiliza diversas fórmulas para medir la pobreza. La Oficina del Censo publica los índices de los umbrales de pobreza, que generalmente se utilizan con fines estadísticos, por ejemplo, para estimar el número de personas en situación de pobreza en todo el país cada año y clasificarlas por tipo de residencia, raza y otros factores sociales, económicos y demográficos. 

El Departamento de Salud y Servicios Humanos emite las pautas de pobreza con fines administrativos; por ejemplo para determinar si una persona o familia reúne las condiciones para recibir asistencia a través de varios programas federales. Tanto los umbrales de pobreza como las pautas de pobreza se actualizan anualmente. En 2010 la Oficina del Censo ha comenzado a usar la Medida Suplementaria de Pobreza como un instrumento adicional para medir la pobreza y complementar las medidas existentes.

### Umbrales de pobreza por ingreso
Los umbrales de pobreza por ingreso tienen su origen en el trabajo realizado por Mollie Orshansky, una economista estadounidense que trabaja para la Administración del Seguro Social. Orshansky introdujo los umbrales de pobreza en un artículo del Social Security Bulletin de 1963, "Children of the Poor".

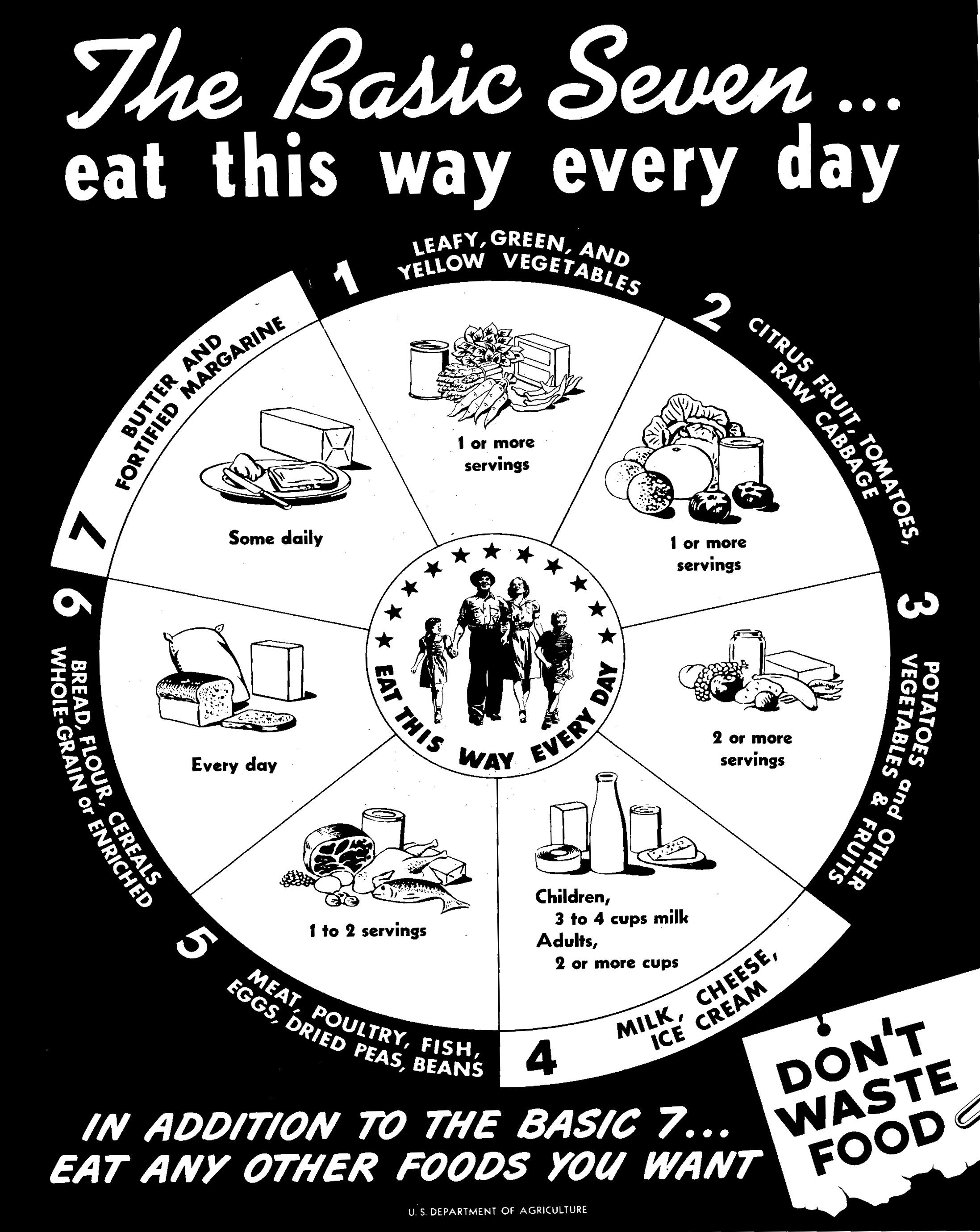
Los "Siete Básicos", un plan alimentario desarrollado por el Departamento de Agricultura de los Estados Unidos

Orshansky basó sus parámetros en el trabajo que había realizado mientras trabajaba en el Departamento de Agricultura en un programa de alimentos. Según la encuesta de consumo de alimentos en el hogar de 1955, las familias de tres o más personas gastaban en alimentos un tercio de sus ingresos, descontados los impuestos. Para estas familias, los umbrales de pobreza se establecieron en tres veces el costo del programa de alimentos. Se utilizaron diferentes procedimientos para calcular los umbrales de pobreza para hogares de dos personas y para personas solas.
Su trabajo apareció en un momento oportuno. El presidente Johnson declaró la guerra contra la pobreza solo seis meses después y el trabajo de Orshanky ofreció una forma numérica de medir los avances del programa. En mayo de 1965, la recién creada Oficina de Oportunidades Económicas (OEO) adoptó los umbrales de pobreza de Orshansky con fines estadísticos, de planificación y presupuestarios. Los funcionarios de la OEO estaban entusiasmados; como comentó el director de investigación Joseph Kershaw, "Mollie Orshansky dice que cuando tienes más personas en la familia, necesitas más dinero. ¿No es sensato?".
Los funcionarios de la Administración del Seguro Social comenzaron a planificar cómo ajustar los umbrales de pobreza tomando en consideración los cambios en el nivel de vida. La Oficina de Presupuesto se resistió a esa metodología y formó un comité interinstitucional que, en 1969, decidió que los umbrales de pobreza se ajustarían según la inflación por estar directamente vinculados al índice de precios al consumidor. De este modo, los cambios en el nivel de vida no fueron considerados como variable de cálculo. En agosto de 1969 la Oficina de Presupuesto estableció estos umbrales revisados como la definición oficial de pobreza del gobierno federal.
Aparte de cambios menores en 1981, que redujeron la cantidad de umbrales de 124 a 48, los umbrales de pobreza han permanecido estáticos durante los últimos cincuenta años a pesar de las críticas que señalan su falta de precisión. Aunque los umbrales de pobreza asumen que el hogar promedio de tres personas gasta un tercio de su presupuesto en alimentos, encuestas más recientes han demostrado que ese número ha disminuido a un quinto en la década de 1980 y a un sexto en la década de 1990. Esto se debe a que la incidencia relativa en el presupuesto familiar de la compra de alimentos ha disminuído frente a otros gastos, como los relacionados con la vivienda, por ejemplo. Si los umbrales de pobreza se recalcularan en función de los costos de los alimentos a partir de 2008, el multiplicador del presupuesto alimentario de la economía habría sido 7,8 en lugar de 3, lo que elevaría considerablemente los valores.

#### Pautas de pobreza por ingresos
| Personas del grupo familiar | 48 Estados y D.C. | Alaska | Hawái  |
| --------------------------- | ----------------- | ------ | ------ |
| 1                           | 15 650            | 19 550 | 17 990 |
| 2                           | 21 150            | 26 430 | 24 320 |
| 3                           | 26 650            | 33 310 | 30 650 |
| 4                           | 32 150            | 40 190 | 36 980 |
| 5                           | 37 650            | 47 070 | 43 310 |
| 6                           | 43 150            | 53 950 | 49 640 |
| 7                           | 48 650            | 60 830 | 55 970 |
| 8                           | 54 150            | 67 710 | 62 300 |
| Por cada persona adicional  | 5500              | 6880   | 6330   |

Las pautas de pobreza son una versión de los umbrales de pobreza utilizadas por las agencias federales con fines administrativos, como por ejemplo determinar la elegibilidad para los programas de asistencia federal. Son útiles porque los umbrales de pobreza para un año calendario no se publican hasta el verano del siguiente año calendario; las pautas de pobreza, por otro lado, permiten que las agencias trabajen con datos temporalmente más precisos.
Las pautas de pobreza fueron emitidas inicialmente por la OEO (Office of Economic Opportunity) a partir de diciembre de 1965. Después de la Ley Ómnibus de Reconciliación Presupuestaria de 1981, la responsabilidad de emitir las pautas se transfirió al Departamento de Salud y Servicios Humanos. Las pautas de pobreza también se conocen como el "nivel federal de pobreza" (FPL), pero el Departamento de Salud y Servicios Humanos desaconseja ese término por su ambigüedad.

### Medida Suplementaria de Pobreza
En 1990, un comité del Congreso solicitó al Consejo Nacional de Investigación (National Research Council-NRC) que realizara un estudio sobre la revisión de la medida de la pobreza. La NRC convocó un panel que publicó en 1995 el informe «Measuring Poverty: A New Approach». Los investigadores llegaron concluyeron que la medida oficial de la pobreza en los Estados Unidos era defectuosa. El panel señaló que los umbrales son los mismos independientemente de la geografía y afirmó que debido a "el aumento de los niveles de vida en los Estados Unidos, la mayoría de los enfoques para desarrollar umbrales de pobreza (incluido el original) producirían hoy umbrales más altos que los vigentes".
Además, el informe sugirió una medida alternativa de la pobreza, —que utiliza datos de gastos reales—, para desarrollar un valor de umbral para una familia de cuatro personas. Este umbral debería contemplar la ubicación geográfica y ser actualizado cada año. Esta medida alternativa de pobreza también cambiaría el cálculo de los ingresos de una familia, incluidos ciertos beneficios no monetarios que satisfacen las "necesidades básicas", como cupones de alimentos y vivienda pública, mientras que excluiría las "necesidades no básicas", como los costos médicos y los gastos relacionados con el cuidado de los niños.
El trabajo del panel tuvo como consecuencia el desarrollo de la Medida Suplementaria de Pobreza (SPM, por sus siglas en inglés), cuyo objetivo era abordar algunos de los aspectos defectuosos de las pautas de pobreza existentes. En octubre de 2014 la Oficina del Censo publicó un informe que describe la SPM y manifestó su intención de publicar todos los años los resultados de las mediciones SPM. Sin embargo, SPM pretende "complementar" los umbrales de pobreza existentes, no "reemplazarlos", ya que los umbrales de pobreza seguirán siendo la medida "oficial" de la Oficina del Censo y las pautas de pobreza se derivarán solo de las medidas de pobreza "oficiales".
A diferencia de los umbrales de pobreza y en línea con las recomendaciones de la NRC, el SPM incluye en los ingresos de una familia ciertos beneficios no monetarios y ajusta los umbrales para las diferencias en los costos de vivienda por área geográfica. Además, los umbrales de SPM se basan en cuánto gasta una familia de "referencia" con dos hijos en alimentos, ropa, vivienda y servicios públicos (FCSU, sigla de food, clothing, shelter, and utilities).

### Crítica

#### Subestimación de la pobreza
Muchos sociólogos y funcionarios gubernamentales han argumentado que la pobreza en los Estados Unidos está subestimada, lo que significa que hay más hogares que viven en la pobreza real que aquellos que indican las mediciones según el «umbral de la pobreza». Un estudio realizado en 2012 estimó que aproximadamente el 38% de los estadounidenses viven "de sueldo en sueldo".
En 1969 la Oficina de Estadísticas Laborales presentó un modelo estimativo sugerido para una vida familiar adecuada. El 60% de los estadounidenses de clase trabajadora vivían por debajo del modelo "intermedio", que 

Supone, por ejemplo, que la familia será propietaria de:
... Una tostadora que durará 33 años.
... Una aspiradora que durará 14 años.
El presupuesto asume que una familia comprará un automóvil de dos años y lo conservará durante cuatro años...
Finalmente, el presupuesto no permite absolutamente nada para el ahorro.

Dado que el modelo estimado "intermedio" era bastante modesto, los observadores cuestionaron los criterios adoptados para determinar los elementos indicativos de prosperidad,
cuya tenencia indicaría que un grupo familiar no está en situación de pobreza. De este modo, se cuestionó la visión establecida desde mucho tiempo atrás de que la mayoría de los estadounidenses habían alcanzado un nivel de vida próspero en las dos décadas posteriores al final de la Segunda Guerra Mundial.

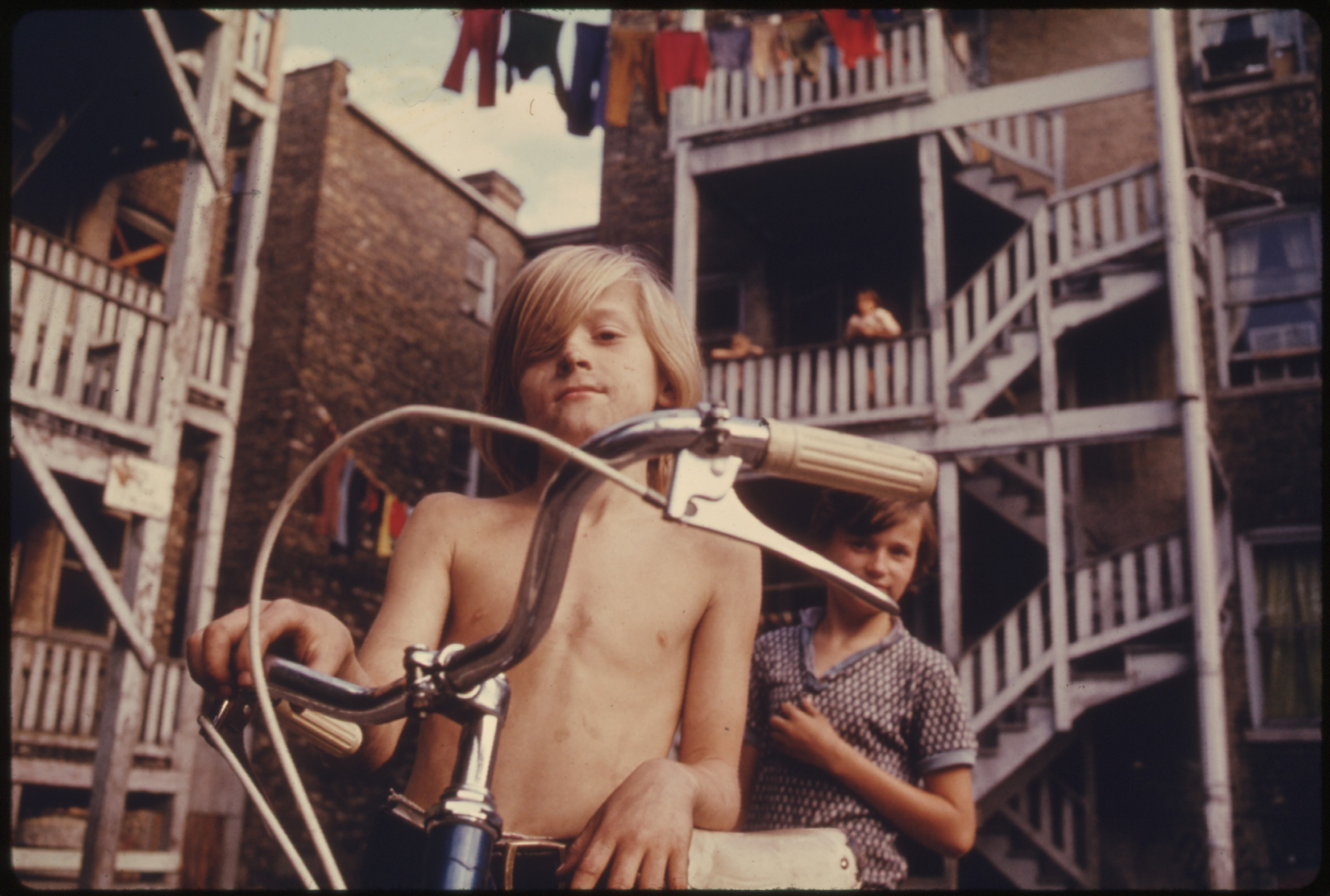
Un barrio de gente blanca pobre, Chicago, 1974

También ha habido críticas a la metodología utilizada para desarrollar los «umbrales de pobreza». Como se señaló anteriormente, los «umbrales de pobreza» utilizados por el gobierno de EE. UU. se desarrollaron originalmente en el marco de la Guerra contra la pobreza de la administración Johnson, a principios de la década de 1960.
Los umbrales se basaron en el costo de una canasta de alimentos de ese momento, multiplicado por tres, bajo el supuesto de que la familia promedio gastaba un tercio de sus ingresos en alimentos.

Dado que los «umbrales de pobreza» no fueron profundamente actualizados, la línea de pobreza actual solo tiene en cuenta las compras de alimentos que eran comunes hace más de 50 años. Además, supone que los estadounidenses gastan un tercio de sus ingresos en alimentos; de hecho, en 2000 los estadounidenses normalmente gastaron en alimentos menos de una décima parte de sus ingresos descontados los impuestos. Para muchas familias, los costos de vivienda, seguro de salud y atención médica, transporte y acceso a las telecomunicaciones básicas suponen actualmenteuna parte mucho mayor de los ingresos de la familia que hace medio siglo, pero ninguno de estos costos se considera al determinar los «umbrales de pobreza» oficiales vigentes.
Según John Schwarz, politólogo de la Universidad de Arizona:

La «línea de pobreza» oficial de hoy es esencialmente lo que se necesita en dólares de hoy, ajustados por inflación, para adquirir el mismo nivel de vida de «línea de pobreza» que era apropiado hace medio siglo, en 1955... Actualizada a partir de entonces solo por inflación, con el tiempo la «línea de pobreza» perdió toda conexión con los patrones de consumo actuales de una familia promedio. Bastantes familias no disponían entonces de un teléfono privado, ni de un coche, ni siquiera de una batidora en la cocina... De este modo, se ha permitido que el umbral de pobreza oficial caiga sustancialmente por debajo de un mínimo socialmente digno, aunque su intención era medir ese mínimo.

La cuestión de subestimar la pobreza es especialmente apremiante en estados con un alto costo de vida y una alta tasa de pobreza, como California, donde el precio promedio de una vivienda en 2006 fue de $564 430. En el área de Monterrey, donde el sector más grande de la economía es la industria agrícola con trabajadores de bajos salarios y la mayoría de la población carece de educación universitaria, el precio promedio de una vivienda fue de $723 790, lo que requiere un nivel de ingresos de clase media alta, que solo gana aproximadamente el 20 % de todos los hogares del condado. Sin embargo, tales fluctuaciones en los mercados locales no se consideran en el umbral de pobreza federal y pueden dejar a muchos que viven en condiciones equiparables a la pobreza fuera del número total de hogares clasificados como pobres.
La «Medida Suplementaria de Pobreza», introducida en 2011, tiene como objetivo brindar una imagen más precisa del verdadero alcance de la pobreza en los Estados Unidos al tomar en cuenta los beneficios no monetarios y las variaciones geográficas. Según esta nueva medida, el 16% de los estadounidenses vivían en la pobreza en 2011, frente al 15,2% oficial. 
Según el economista estadounidense William "Sandy" Darity, 

No existe una manera exacta de medir la pobreza. Las medidas dependen de cómo concebimos y definamos la pobreza. Los esfuerzos para desarrollar medidas más refinadas han sido dominados por investigadores que intencionalmente quieren proporcionar estimaciones que reducen la magnitud de la pobreza.

#### Sobrestimación de la pobreza
Algunos críticos afirman que la definición oficial de pobreza de EE. UU. es inconsistente con la forma en que la definen sus propios ciudadanos y el resto del mundo, porque el gobierno de EE. UU. considera que muchos ciudadanos están estadísticamente empobrecidos a pesar de su capacidad para satisfacer suficientemente sus necesidades básicas. Según un artículo de 2011 del investigador Robert Rector de la conservadora Fundación Heritage, de los 43,6 millones de estadounidenses que la Oficina del Censo de EE. UU. consideró que estaban por debajo del nivel de pobreza en 2009, la mayoría tenía vivienda adecuada, alimentos, ropa y atención médica. Fuentes de tendencia izquierdista cuestionaron los hallazgos del informe.
Además, el documento indicó que aquellos evaluados por debajo de la línea de pobreza en 2011 tienen una calidad de vida mucho más alta que aquellos que fueron identificados como pobres por el censo hace 40 años. Por ejemplo, en 2005, el 63,7% de los que vivían en la pobreza tenían televisión por cable o satelital. En algunos casos, el informe incluso decía que las personas que actualmente vivían en la pobreza en realidad estaban mejor que las personas de clase media del pasado reciente. Por ejemplo, en 2005, el 78,3% de los hogares que vivían en la pobreza tenían aire acondicionado, mientras que en 1970, el 36,0% de todos los hogares tenían aire acondicionado.
Según The Heritage Foundation, la línea de pobreza federal también excluye los ingresos que no monetarios, especialmente los beneficios sociales. Por lo tanto, si los cupones de alimentos y la vivienda pública lograran elevar el nivel de vida de las personas afectadas por la pobreza, entonces las cifras de la línea de pobreza no cambiarían, ya que no consideran los ingresos equivalentes a tales derechos.
Steven Pinker, en un artículo de opinión para The Wall Street Journal, afirma que la tasa de pobreza medida por el consumo ha caído del 11% en 1988 al 3% en 2018. Burkhauser et al. encuentran que la contabilización de los ingresos en efectivo, los impuestos y las principales transferencias en especie y la actualización de los umbrales de pobreza según la inflación, muestran que la tasa de pobreza por ingresos totales basada en los estándares del presidente Johnson cayó del 19,5 % al 2,3 % durante el período 1963-2017.

## Factores de la pobreza

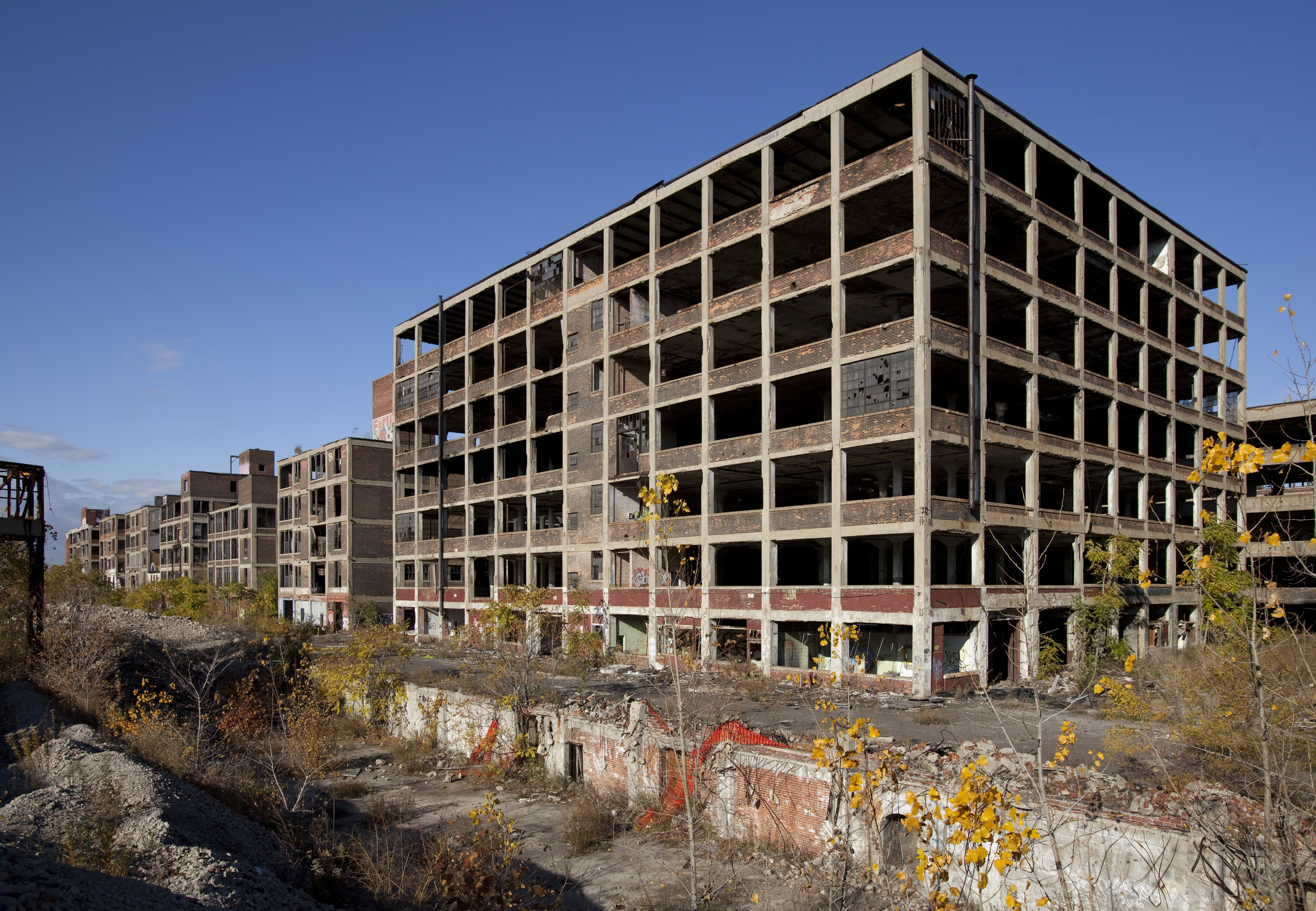
Fábrica automotriz abandonada, Detroit, Míchigan

Existen diversos factores relacionados con la pobreza en los Estados Unidos.
- Los ingresos tienen una alta correlación con los niveles educativos. En 2007 los ingresos medios de los hogares encabezados por personas con una educación inferior al noveno grado (equivalente al primero o segundo años de la educación secundaria) fueron de $20 805, mientras que los hogares encabezados por graduados de la escuela secundaria ascendieron a $40 456, los hogares encabezados por personas con títulos universitarios ganaron $77 605 y las familias encabezadas por personas con títulos profesionales, (equivalentes a un doctorado) ganaron $100 000.[66] Janet Yellen, presidenta de la Reserva Federal, declaró en 2014: "La financiación pública de la educación es otra forma en que los gobiernos pueden ayudar a algunos hogares en los recursos disponibles para los niños. Uno de los ejemplos más importantes es la educación de la primera infancia. Las investigaciones muestran que los niños de hogares de bajos ingresos que reciben educación preescolar de buena calidad tienen más probabilidades de graduarse de la escuela secundaria y asistir a la universidad, así como de tener un trabajo y tener mayores ingresos, y es menos probable que sean encarcelados o reciban asistencia pública.”[67]

- En muchos casos, la pobreza es causada por la pérdida del trabajo. En 2007, la tasa de pobreza era del 21,5% para las personas desempleadas, pero solo del 2,5% para las personas empleadas a tiempo completo.[66]

- Los niños que crecen en familias encabezadas por mujeres sin cónyuge presente tienen una tasa de pobreza cuatro veces mayor que la de los niños en familias donde ambos cónyoges están presentes.[68]

- Los niveles de ingresos varían con la edad. Por ejemplo, el ingreso medio de 2009 para los hogares encabezados por personas de 15 a 24 años fue de $30 733, pero aumentó a $50 199 para los hogares encabezados por personas de 25 a 34 años y $61 083 para los hogares encabezados por personas de 35 a 44 años. La edad avanzada influye negativamente en los ingresos. Los hogares encabezados por personas de 65 años o más tuvieron ingresos medios de $31 354 en el mismo año.[69]

- Los niveles de ingresos varían según las características étnicas. En 2013 el 20% de la totalidad de los niños en los Estados Unidos vivían en situación de pobreza, alrededor del 37% de los niños negros y el 30.5% de los niños latinos.[68] En 2005 la tasa de pobreza es del 9,9% para las parejas casadas negras, y solo el 30% de los niños negros nacen de parejas casadas. La tasa de pobreza para los blancos nativos y naturalizados es idéntica (9,6%). Por otro lado, la tasa de pobreza de los negros naturalizados es del 11,8 % en comparación con el 25,1 % de los negros nativos, lo que sugiere que la raza por sí sola no explica la disparidad de ingresos. No todas las minorías tienen bajos ingresos. Las familias asiáticas tienen ingresos más altos que todos los demás grupos étnicos. Por ejemplo, el ingreso medio de las familias asiáticas en 2005 fue de $68.957 en comparación con el ingreso medio de las familias blancas de $59.124.[70] Los asiáticos, sin embargo, reportan casos de discriminación con más frecuencia que los negros. Específicamente, el 31% de los asiáticos reportaron discriminación laboral en comparación con el 26% de los negros en 2005.[71]

- Las políticas que abordan la desigualdad de ingresos y riqueza (es decir, aquellas políticas que transfieren dinero de las familias más ricas y de mayores ingresos a las familias menos ricas) tienen un impacto significativo en la pobreza. El economista Jared Bernstein y Elise Gould del Instituto de Política Económica sugieren que la pobreza podría haber disminuido  si la desigualdad no hubiera aumentado significativamente en las últimas décadas.[72][73] El economista Larry Summers estimó que con los niveles de desigualdad de ingresos de 1979, el 80% inferior de la población, tendría en 2014 un aumento promedio de $11 000 más por año en sus ingresos.[74]

- La relación entre las tasas impositivas y la pobreza es objeto de debate. Un estudio que compara los países escandinavos con altos impuestos con los EE. UU. sugiere que las tasas impositivas altas están inversamente correlacionadas con las tasas de pobreza.[75] La tasa de pobreza, sin embargo, es baja en algunos países con impuestos bajos como Suiza. Una comparación de las tasas de pobreza entre estados revela que algunos estados con impuestos bajos tienen tasas de pobreza bajas. Por ejemplo, New Hampshire tiene la tasa de pobreza más baja de todos los estados de los EE. UU. y tiene impuestos muy bajos (ocupa el puesto 46 entre todos los estados). Sin embargo, tanto Suiza como New Hampshire tienen ingresos familiares muy altos y otras medidas que compensan la falta de impuestos. Por ejemplo, Suiza tiene un sistema de salud universal y un sistema gratuito de educación de 11 años de duración, destinado a niños desde los 4 hasta los 15 años.[76] New Hampshire no tiene impuesto estatal sobre la renta ni impuesto sobre las ventas, pero el impuesto sobre la propiedad está entre los más altos del país.[77]

- La población carcelaria en los Estados Unidos tiene a una tasa mucho más alta de personas pobres que sus contrapartes en otras naciones desarrolladas. Según el sociólogo Bruce Western, el confinamiento penal es "un lugar común para los hombres pobres en edad de trabajar".[78] Un estudio de 2015 realizado por el Vera Institute of Justice sostiene que las cárceles en los EE. UU. se han convertido en "almacenes masivos" de personas empobrecidas desde principios de la década de 1980.[79] Los estudiosos afirman que la transformación del ya anémico estado de bienestar de EE. UU. en un estado punitivo post-bienestar, junto con las políticas neoliberales de ajuste estructural, la globalización de la economía y el dominio de las instituciones financieras globales, han creado formas más extremas de "pobreza indigente" que debe contenerse mediante la expansión del sistema de justicia penal y el estado carcelario en todos los aspectos de la vida de los pobres, lo que, según Reuben Jonathan Miller y Emily Shayman, ha resultado en "transformar lo que significa ser pobre". en América".[24] En su informe sobre la visita a EE. UU., el Profesor Philip Alston, Relator Especial de las Naciones Unidas señaló que las acciones que las autoridades de algunas ciudades emprenden contra las personas pobres y especialmente contra las  personas en situación de calle configuran un "círculo vicioso" que culmina en la criminalización de la pobreza.

En muchas ciudades, las personas sin hogar son efectivamente criminalizadas por la situación en la que se encuentran. [...] Regulaciones cada vez más exigentes e intrusivas conducen a avisos de infracción que rápidamente se convierten en delitos menores, derivando a la emisión de órdenes de detención, encarcelamiento, imposición de multas impagables, y el estigma de una condena penal que a la vez impide el empleo posterior y el acceso a la vivienda.

- Según un estudio académico de 2017 realizado por el economista del MIT Peter Temin, los estadounidenses atrapados en la pobreza viven en condiciones que rivalizan con las del mundo en desarrollo y se ven obligados a lidiar con una educación deficiente, viviendas en ruinas y pocas oportunidades de empleo estable.[81] Un estudio de 2017 publicado en The American Journal of Tropical Medicine and Hygiene descubrió que la anquilostomiasis, una infección frecuente en situaciones de pobreza extrema, está prosperando en el Sur profundo. Un informe sobre el estudio en The Guardian señaló:

Científicos en Houston, Texas, han descubierto uno de los secretos más oscuros y profundos de Estados Unidos: que, escondido bajo una riqueza fabulosa, Estados Unidos tolera las enfermedades relacionadas con la pobreza en niveles comparables a los de los países más pobres del mundo. Más de una de cada tres personas muestreadas en un área pobre de Alabama dieron positivo por rastros de anquilostomiasis, un parásito gastrointestinal que se creía que había sido erradicado de los EE. UU. hace décadas.

- Unos 12 millones de estadounidenses viven con enfermedades asociadas con la pobreza extrema.[83]

- La pobreza puede estar impulsando la epidemia de obesidad, ya que los estados, condados y vecindarios más pobres tienen las tasas de mortalidad más altas relacionadas con  enfermedades cardíacas, accidentes cerebrovasculares, diabetes y otras patologías relacionadas con la obesidad.[84] Por cada $10000 más pobre que es un vecindario, aumenta en un 10% la tasa de mortalidad relacionada con patologías cardíacas.[85]

## Lucha contra la pobreza
La lucha contra la pobreza y sus efectos  se desarrolló mediante diversos esfuerzos gubernamentales y no gubernamentales. Algunos de ellos son de alcance local o vecinal y otros enfocan objetivos más amplios, incluso campañas de alcance nacional. Se dirigen a grupos específicos afectados por la pobreza, como niños, inmigrantes o personas sin hogar. Los esfuerzos para aliviar la pobreza utilizan un conjunto dispar de métodos, como la promoción, la educación, el trabajo social, el servicio directo o la caridad y la organización comunitaria.
Los debates recientes se han centrado en la necesidad de políticas que aborden tanto el problema de la «pobreza de ingresos» como el de la «pobreza de activos». 

Los analistas que proponen este nuevo enfoque argumentan que las políticas gubernamentales tradicionales contra la pobreza se centran únicamente en complementar los ingresos de los pobres a través de programas asistenciales, como el destinado a mejorar la nutrición mediante la distribución de cupones de alimentos. Según el CFED 2012 Assets & Opportunity Scorecard, el 27% de los hogares (casi el doble del porcentaje de personas que se encuentran en situación de «pobreza de ingresos») vive en «pobreza de activos». Estas familias no disponen de ahorros u otros activos para cubrir durante tres meses los gastos básicos (equivalentes a lo que se podría comprar con un nivel de ingresos de pobreza), si un despido u otra emergencia conduce a la pérdida de ingresos.
Desde 2009, el número de familias con pocos recursos ha aumentado de aproximadamente una de cada cinco familias (20%), a una de cada cuatro familias (25%). Con el fin de brindar asistencia a estas familias pobres en activos, el Congreso asignó $24 millones para administrar el «Programa de Activos para la Independencia», («Assets for Independence Program»), bajo la supervisión del Departamento de Salud y Servicios Humanos de EE. UU.

El programa permite que las organizaciones gubernamentales y sin fines de lucro basadas en la comunidad impulsen el desarrollo basado en activos mediante la creación de programas de Cuentas de Desarrollo Individual (IDA, por sus siglas en inglés). Cada dólar acumulado en los ahorros de la IDA se equipara con fondos federales y no federales para permitir que los hogares aumenten su cartera de activos comprando su primera vivienda, puedan financiar una educación postsecundaria o iniciar o ampliar una pequeña empresa.
Paralelamente se implementaron medidas indirectas basadas en la reducción tributaria. El Servicio de Impuestos Internos de los Estados Unidos tiene bajo su órbita la gestión del Crédito Tributario por Ingreso del Trabajo (EITC, por sus siglas en inglés), destinado a personas de ingresos bajos a moderados. Este crédito les permite obtener dinero del gobierno si su desembolso total de impuestos es menor que el crédito total obtenido, lo que significa que no es solo una reducción en el total de impuestos pagados, sino que también puede generar nuevos ingresos para el hogar. El monto del crédito puede variar en caso de que el solicitante tenga hijos menores de edad o sufra alguna discapacidad, por ejemplo.